# 山田耕治 (作曲家)
山田 耕治（やまだ こうじ）は、日本のゲーム音楽作曲家。B.B.スタジオ所属。

## 作品
- 栄冠は君に 高校野球全国大会
- 栄冠は君に2 高校野球全国大会
- A列車で行こうIII
- A列車で行こうIV
- THE ATLAS
- THE ATLAS II
- スレイヤーズ
- ドラゴンボールZ 悟空飛翔伝
- 麻雀飛翔伝 真 哭きの竜
- From TV animation スラムダンク I Love Basketball
- 機動戦士ガンダム - サウンドプログラム
- 機動戦士ガンダム外伝 THE BLUE DESTINY - サウンドプログラム
- 機動戦士ガンダム外伝 コロニーの落ちた地で… - 音楽協力
- ジオニックフロント 機動戦士ガンダム0079
- 機動戦士ガンダム戦記 Lost War Chronicles
- SDガンダム GGENERATION - サウンド制作
- ガンダムバトルオンライン - 音響効果
- SDガンダム ガシャポンウォーズ
- カウボーイビバップ - サウンドデザイン
- デジモンワールド
- デジモンワールド2
- デジモンワールド デジタルカードバトル
- デジモンテイマーズ バトルエボリューション
- デジモンワールド3 新たなる冒険の扉 - 効果音
- デジモンストーリー
- エウレカセブン TR1:NEW WAVE - 効果音
- ゲームセンターCX 有野の挑戦状
- スーパーロボット大戦OG ダークプリズン
- 第3次スーパーロボット大戦Z 時獄篇 - 効果音
- スーパーロボット大戦OGサーガ 魔装機神F COFFIN OF THE END[1]
- 第3次スーパーロボット大戦Z 連獄篇 - 効果音
- 第3次スーパーロボット大戦Z 天獄篇 - 効果音
- スーパーロボット大戦BX - 音声
- PROJECT X ZONE 2:BRAVE NEW WORLD - 制作
- スーパーロボット大戦OG ムーン・デュエラーズ